# Фарафангана
Фарафанга́на — город на Мадагаскаре. Является административным центром региона Ациму-Ацинанана и одноимённого себе округа. Население — 23 000 чел. (по переписи 2001 года).
Город является центром местной католической епархии.

## Климат
Город расположен на юго-востоке страны, на берегу Индийского океана. Климат очень дождливый.
| Показатель | Янв. | Фев. | Март | Апр. | Май  | Июнь | Июль | Авг. | Сен. | Окт. | Нояб. | Дек. | Год  |
| --- | ---- | ---- | ---- | ---- | ---- | ---- | ---- | ---- | ---- | ---- | ----- | ---- | ---- |
| Средний суточный максимум, °C                                                                                                 | 30   | 31   | 30   | 28   | 27   | 25   | 24   | 25   | 26   | 27   | 28    | 29   | 27,5 |
| Средняя температура, °C | 25,7 | 25,7 | 25,1 | 24,1 | 21,9 | 20,5 | 19,6 | 19,8 | 20,9 | 22,2 | 23,8  | 25,1 | 22,9 |
| Средний суточный минимум, °C                                                                                                  | 23   | 23   | 22   | 21   | 19   | 17   | 16   | 16   | 17   | 19   | 21    | 22   | 23,5 |
| Норма осадков, мм | 321  | 327  | 285  | 281  | 262  | 113  | 145  | 91   | 58   | 185  | 89    | 267  | 2424 |
| Источник: http://www.climatedata.eu/climate.php?loc=mazz0006&lang=en, http://www.levoyageur.net/weather-city-FARAFANGANA.html |      |      |      |      |      |      |      |      |      |      |       |      |      |

## Население
Население города стабильно растёт: если в 1975 году в Фарафангане проживало 13 652 человека, а в 1993 году — 17 419 человек, то в 2001 — 23 000.
Наиболее многочисленными этническими группами, проживающими в городе, являются антефаси, рабакара и зафисуру.